# マッダン
マッダン（Maddan）は、年代記編纂者ジェフリー・オブ・モンマスの『ブリタニア列王史』に語られている、ブリトン人の伝説的王である。彼は紀元前1100年に権力を握った。
彼はロクリヌスの治世下に、ロクリヌスとグウェンドリン女王の息子として産まれた。しかしその後、彼を世話していた祖父コリネウスが亡くなった。そして愛人エストリルディスを愛していたロクリヌスを恨んだグウェンドリンはロクリヌスに戦争を仕掛け、打ち負かした。彼女はマッダンが幼い内の15年間統治をした。息子が成熟すると、彼に王位を譲り渡した。
王位に就いた後結婚したマッダンと妻との間には、メンプリキウスとマリンという2人の息子が産まれた。マッダンは平和な統治を40年間続けた。しかし彼の死後、メンプリキウスとマリンとの間に王位継承を巡る戦争が起き、マリンは殺された。